# Robert Putnam

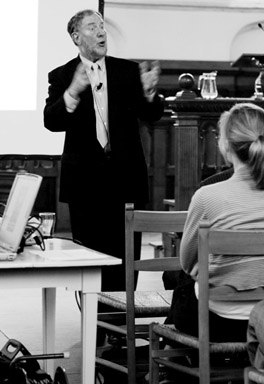
Robert D. Putnam (2006)

Robert David Putnam sinh 1941 tại Rochester, New York là giáo sư hàng đầu trong ngành chính trị và xã hội học, với hệ tư tưởng được coi là đang ảnh hưởng mạnh tới chính sách của nhiều đảng cầm quyền trên thế giới, lẫn hoạt động của các tổ chức phi chính phủ. Hệ tư tưởng của ông khởi nguồn từ bài luận năm 1995 được phát triển lên thành sách năm 2000, lấy cơ sở là khái niệm vốn xã hội (social capital) để phân tích xã hội Mỹ thông qua các hoạt động công dân (civic engagement) và khuyến khích phát triển chủ nghĩa cộng đồng (communitarianism).
Sinh ra và lớn lên ở Port Clinton, Ohio, trong gia đình cha là thợ xây còn mẹ là giáo viên, khá truyền thống với tư tưởng Cộng hòa và Chính thống giáo, nhưng cậu sinh viên Robert lại theo đuổi hệ tư tưởng tự do, xã hội và tri thức khi thi vào đại học Swarthmore, Philadelphia. Tư tưởng của Putnam còn thay đổi nhiều hơn khi lấy vợ là Rosemary, hội nhập với cộng đồng Do Thái và đạo Judaism của họ. Tốt nghiệp năm 63, lấy bằng thạc sĩ năm 65 và tiến sĩ tại đại học Yale năm 70, Putnam nhanh chóng xây dựng tên tuổi trong ngành bằng các nghiên cứu về chính trị gia, hàng ngũ lãnh đạo và các hoạt động thượng đỉnh.
GS Putnam coi mấu chốt của xã hội là các mối liên kết (social networks) mà tập hợp các mối liên kết đó tạo ra giá trị chung là vốn xã hội. Nếu một người công nhân có thể tự trang bị thêm vốn, cả vật chất lẫn kiến thức, để nâng cao năng suất lao động, thì một trường đại học cũng có thể nâng vốn xã hội để tạo thêm của cải cho cộng đồng và xã hội, cả về vật chất lẫn tinh thần. Đây là một trong số ba loại vốn mà Pierre Bourdieu từng khái quát, bên cạnh vốn kinh tế (tư bản) và vốn văn hóa. Với Robert Putnam, vốn xã hội còn là nền tảng then chốt để bảo đảm dân chủ.
Khái niệm của Putnam về vốn xã hội được phát triển từ các nghiên cứu thực địa ở Hoa Kỳ, nhưng nó cũng tồn tại ở nhiều nước trên thế giới, ví dụ như Blat ở Nga, Wasta ở Trung Đông, một loại hình cấu trúc giá trị của Gemeinschaft ở Đức, và Guanxi (關係) ở Trung Quốc, nơi mà mối quan hệ có thể quyết định vận mạng.